# Playa Anakena
Anakena es una playa de coral y arena blanca ubicada en el Parque nacional Rapa Nui en la costa norte de la Isla de Pascua, Región de Valparaíso, Chile. Es una de las pocas playas naturales de la isla y la de mayor tamaño. Se encuentra a 1,5 km de la pequeña playa Ovahe,

## Leyenda e historia

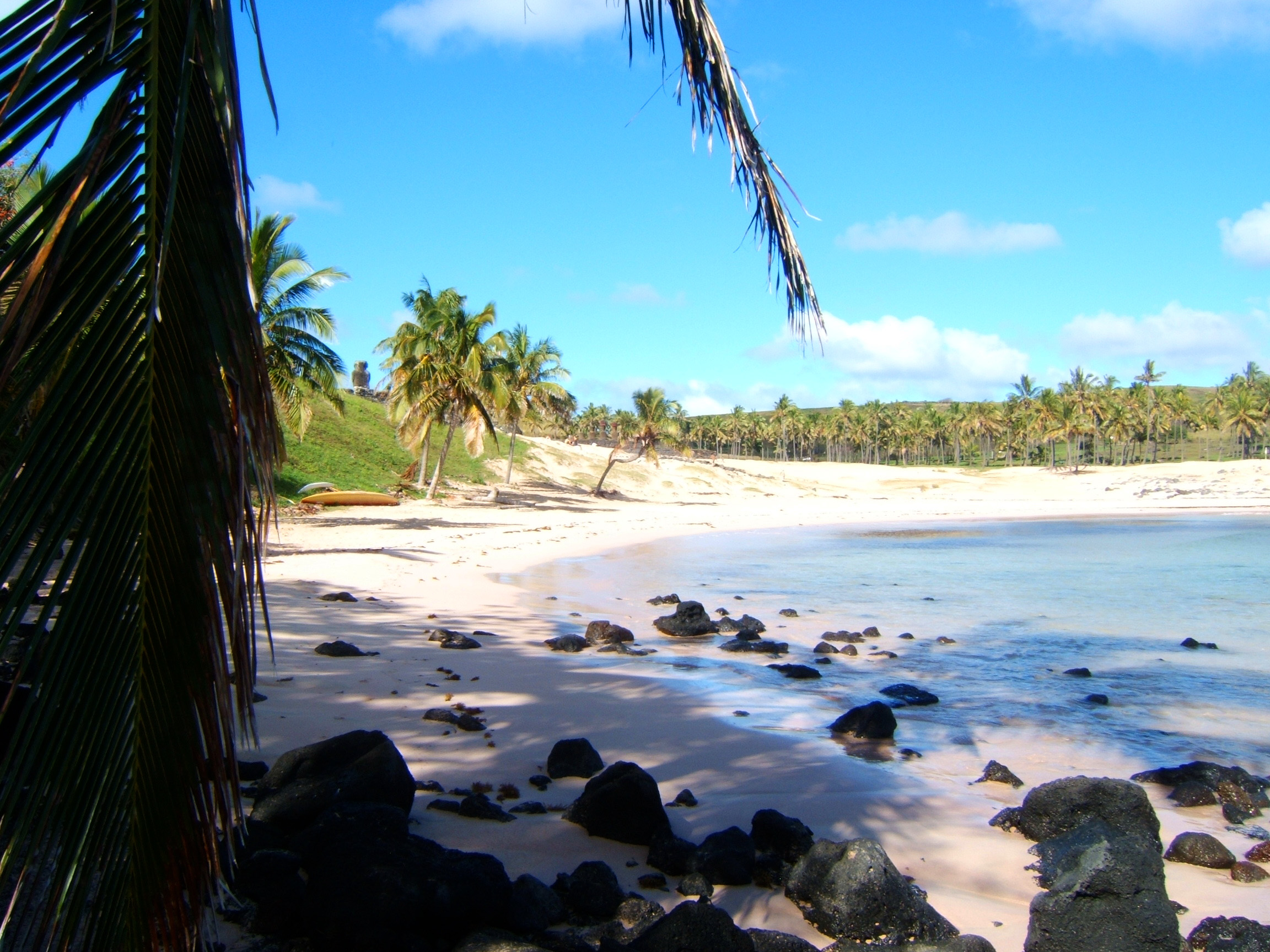
Playa de Anakena.

De acuerdo a las tradiciones orales, Anakena fue el lugar donde hacia el siglo VIII de nuestra era se estableció Hotu Matu'a, el colonizador y primer ariki de Isla de Pascua.